# Gräberfeld Stadlhof
Das Gräberfeld von Pfatten, auch Gräberfeld Stadlhof, ist ein spätbronze- bis früheisenzeitlich belegtes Gräberfeld am Stadlhof (heute Teil des Versuchszentrums Laimburg) in der Gemeinde Pfatten im Südtiroler Unterland. Das Gräberfeld, am Fuß des Mitterbergs östlich unter dem Kreiter Sattel gelegen, liefert wichtige Belege für die überregionalen Kontakte der damaligen Bevölkerung.

## Forschungsgeschichte
Im Jahre 1850 fanden Bauern beim Abgraben einer Schutthalde in der Nähe des Stadlhofes eine Reihe von Ascheurnen. Nachdem der Fund der Besitzerin des Hofes, Gräfin Thun zu Castel Brughiero, gemeldet wurde, vertraute sie ihrem Hofgeistlichen Ciprian Pescosta die Erforschung des Hügels an. Der Kaplan begann 1854 mit seiner Arbeit und grub am Fuße des Mitterbergs ein Jahr lang, wobei er in dieser Zeit eine große Anzahl von Urnengräbern entdeckte. Mit den Jahren jedoch gerieten das Gräberfeld in Pfatten und sein genauer Standort in Vergessenheit.
Erst im Jahre 1928 entdeckten die Heimatforscher Emil Pasolli aus Branzoll und Leopold von Unterrichter aus Brixen die alte Fundstelle neu. Zu einer planmäßigen Ausgrabung kam es schließlich in den Jahren 1928 bis 1930 unter der Aufsicht des damaligen Denkmalpflegers Ettore Ghislanzoni, der 157 früh- und ältereisenzeitliche Gräber, einige jüngereisenzeitliche und 37 römerzeitliche Gräber entdeckte. Das Gräberfeld in Pfatten ist bislang der einzige Grabbezirk in Europa, in dem Bestattungen kontinuierlich über anderthalb Jahrtausende hindurch nachgewiesen wurden. Bedeutsam sind aber neben den vielen Objekten aus Keramik, Bronze und Eisen die etwa 200 geschlossen ausgegrabenen Grabinventare, die eine typenchronologische Auswertung möglich machen.

## Epochen der Bestattungen

### Jungsteinzeit
Es ist nicht genau bekannt, wann die ersten Menschen sich in Pfatten und Umgebung niederließen. Einen wichtigen Anhaltspunkt bildet eine weiße Silexpfeilspitze, die jedoch in keinen genauen Fundzusammenhang gesetzt werden kann, aber den Herkunftsnamen Pfatten trägt. Der Typus dieser langen, dreieckförmigen Pfeilspitze kann mit der jungsteinzeitlichen Kulturgruppe der so genannten „vasi a bocca quadrata“, welche zwischen dem Mittel- und Spätneolithikum in Oberitalien und dem alpinen Etschland zu finden waren, verbunden werden. Die besten Vergleiche für diesen Fund kommen aus dem nahe gelegenen Trentino. Im Jahre 1925 entdeckte man bei Meano in Trient ein Steinkistengrab mit einem kleinen Steinbeil und einer Pfeilspitze, die beide relativ spät zu datieren sind. Deshalb wird der Grabbefund aus Pfatten ebenfalls an die Wende zwischen mittlerem und spätem Neolithikum gesetzt, also Ende des 4. bis Anfang des 3. Jahrtausends vor unserer Zeitrechnung.

### Bronzezeit
Die wenigen Fundstücke aus Pfatten, die in die Endbronzezeit (ca. 14.–10. Jahrhundert v. Chr.) datiert werden können, bestehen aus wenigen Tonscherben, die eher planlos aufgesammelt wurden. Sehr wichtig für den Beweis einer spät- bis endbronzezeitlichen Besiedlung des Pfattener Raumes liefert ein dort in der Umgebung gefundenes Bronzemesser, welches isoliert, also außerhalb des üblichen Fundkomplexes entdeckt wurde. Solche Griffzungenmesser weisen im Raum Pfatten ein besonderes Merkmal auf: Zwischen Griffzunge und Klingenansatz befindet sich beim so genannten „Pfattener Messer“ ein breites, hinten durch einen Wulst abgeschlossenes Zwischenstück. Dieses Zwischenstück kann im Querschnitt variieren. Man findet es entweder kantig, rund oder gedreht vor. Oftmals weist es auch liniengerahmte Strichgruppenbänder auf. Bei der Klinge hingegen dominieren Bögen, Girlanden oder Kreisaugen als Dekorationselement.

### Eisenzeit
Der Zusammenhang mit dem „Pfattener Messer“ und der Urnenfelderstufe Ha B1 lässt die Frage aufkommen, ob in dieser Zone bereits seit dem Beginn der früheren Urnenfelderstufe (ca. 10. Jahrhundert v. Chr.) bestattet wurde. Wenn man nun auch die Altfunde vom Gräberfeld Pfatten betrachtet, so kann man einzelne Bestattungen ins 10. Jahrhundert v. Chr. datieren. Unter diesen frühen Funden befinden sich nämlich Tonscherben, welche durch Verzierungselemente wie Fischgrätenbänder, Parallelfurchen und Dellenreihen in die Stufe Hallstatt B1 datiert werden können. Die Funde, welche in die Hallstattzeit datiert werden, machen im Gegensatz zu den Funden aus der Urnenfelderzeit einen recht großen Anteil des gesamten Fundkomplexes aus. Man kann nicht genau sagen, wieso dies so ist. In Frage kommen verschiedene Möglichkeiten, wie z. B. im 6. Jahrhundert v. Chr. eine vorübergehende Bestattungszeit an einem anderen Ort, ungenügende Forschung sowie eine Teilabwanderung der Bevölkerung. Fakt ist, dass ab dem 5./4. Jahrhundert v. Chr. der Bestattungsort im Pfattener Raum einen neuen Aufschwung erlebte (aus diesem Zeitraum stammt auch eine Porphyrstele mit Inschrift in rätischer Sprache). Wenn man jedoch die verschiedenen Streufunde und einige eher spärlich durchgeführte Schürfungen hinzunimmt, so kann man zwar eine Reduzierung der Bestattungen im 6. Jahrhundert v. Chr. erkennen, doch von einer direkten Unterbrechung kann man nicht sprechen. Als Einschnitt in das Bestattungsgebiet wird nun die im 5. Jahrhundert v. Chr. durchgeführte Verlegung der Gräber in das Südareal gewertet.
Sehr wichtig in diesem Fundkomplex sind die halbmondförmigen Rasiermesser, die man in der Nekropole von Pfatten häufig gefunden hat. Wenn man vom Stadlhof spricht, kann man im Allgemeinen zwei Typen dieser Rasiermesser meinen, die sich, zeitlich gesehen, ablösen. Der ältere Typus weist einen kammartigen Rücken auf, der direkt am Stangengriff mit Ring- oder Antennenende ansetzt ist und bis zur Spitze durchläuft. Die Verzierungselemente reduzieren sich auf schraffierte Dreiecke, die entweder hängend oder stehend vorkommen können. Die jüngere Variante dieses Alltagsgegenstandes hat einen durchgehenden Rückenansatz und einen hochgezogenen Endzipfel, der am Ring- oder Antennenende beginnt. Die Verzierungen in dieser Gruppe sind neben den schraffierten Dreiecken Punktlinienmuster und Mäander. Aus diesen wenigen Funden erscheint eine Zweikopffibel mit gerahmtem Schrägstrichband erwähnenswert. Es handelt sich hierbei um einen südalpinen bzw. inneralpinen Typus. Die Gleichförmigkeit dieser Fibel deutet auf eine relativ limitierte Anzahl an Werkstätten, die diese Form herstellten. Eine Besonderheit ist zudem, dass diese Fibelart nicht wie die übrigen Fibeln dieser Zeit einen Schlussknopf am Nadelhalter aufweist. Die Wandlungen in dieser Zeit lassen sich wahrscheinlich auf äußere Einflüsse der damaligen Zeit zurückführen. Sehr deutlich kann man dies am Süd-Gräberfeld von Pfatten, dem so genannten „sepulcreto galloromano“ sehen. Anhand der dort aufgefundenen Waffenformen kann man sehr deutlich einen Einfluss der keltischen Zivilisation sehen, den man auch im jüngereisenzeitlichen Gräberfeld von Pfatten erkennen kann. Zum selben Ergebnis gelangt man auch bei den Schmuckformen der Latènezeit. Allgemein kann man sagen, dass es sich bei den Helmen, Schwertern und Lanzenspitzen, die im Südtiroler Gebiet gefunden wurden, höchstwahrscheinlich um von heimischen, eventuell rätischen Handwerkern hergestellte Gegenstände handelt, es jedoch nicht auszuschließen ist, dass sie auch von keltischen Schmieden gefertigt worden sein können.

### Römische Kaiserzeit
Es scheint, als würden die römischen Bestattungen sich direkt an die vorrömischen anschließen. Somit kann man davon ausgehen, dass die Römerschaft in diesem Gebiet die hier vorgefundenen Kulturgruppen und Traditionen nicht auslöschen wollte, sondern an dieselbigen anknüpfte. Auch wenn die geringe Fundanzahl einen Typenquerschnitt nicht ermöglicht, so kann man von einer Kontinuität der Bestattungen im Gräberfeld von Pfatten sprechen. Da die römischen Grabniederlegungen unmittelbar an die vorrömische Zeit anknüpfen, wird von einer mehr oder weniger ruhigen Übernahme des Gebietes durch die Fremdherrschaft ausgegangen. Zu nennen sind die so genannten Krebsschwanzfibeln. Dies ist ein Typus der Mittel- und Spätlatènezeit, der im Trentino und Bozner Unterland noch bis in die frühe römische Kaiserzeit getragen und hergestellt wurde. Aus dieser Zeit stammen auch die beiden eimerförmigen Tongefäße mit Kerbenleisten am Schulterumbruch, bei denen es sich ebenfalls um eine einheimisch hergestellte Ware handelt. Die anderen gefundenen Keramikformen, die man in diese Epoche datiert, stammen hauptsächlich aus Oberitalien, wie z. B. die Sigillata-Teller, helltonige Krüge oder Öllämpchen mit dem Stempel QGC. Aus römischer Zeit stammt auch ein kleines Fläschchen aus blaugrünem Glas, das in seiner Form sehr stark an die großen Henkelflaschen, den so genannten Hydriae, erinnert.